# Kristal Kola
Kristal Kola is een Turks colamerk dat wordt geproduceerd en gedistribueerd door Kristal Kola Ve Meşrubat San Tic A.Ş uit Istanboel. Het bedrijf werd opgericht in 1996.
Het bedrijf heeft vier productie-locaties in Turkije. Naast cola is ook een aantal andere frisdranksoorten verkrijgbaar, evenals energiedrank, vruchtensappen, bronwater en mineraalwater. Bovendien worden enkele varianten, waaronder een cola met andere receptuur, eveneens verkocht onder de merknamen "Chat" en "Rival."
Kristal Kola wordt geleverd in blikjes met een inhoud van 0,33 liter en in petflessen met een inhoud van 1, 1½, 2 en 2½ liter. Opmerkelijk is het feit dat op de verpakkingen "Kristal Cola" is gedrukt, terwijl bij de officiële merknaam het woord "cola" met een K wordt geschreven.
De dranken van het bedrijf worden geëxporteerd naar onder andere Duitsland, Denemarken, het Verenigd Koninkrijk, Zweden, Senegal, Ivoorkust, Mali, Mauritanië, Irak, Azerbeidzjan en de Turkse Republiek Noord-Cyprus.